# عمر أوريستي كورباتا
عمر أوريستي كورباتا (بالإسبانية: Oreste Osmar Corbatta)‏ (مواليد 11 مارس 1936) هو لاعب كرة قدم. لعب مع منتخب الأرجنتين لكرة القدم. سبق له أن لعب في كأس العالم لكرة القدم مع منتخب بلاده.

## روابط خارجية
- عمر أوريستي كورباتا على موقع الاتحاد الدولي (مؤرشف)  (الإنجليزية)
- عمر أوريستي كورباتا على موقع قاعدة بيانات كرة القدم.إي يو (الإنجليزية)
- عمر أوريستي كورباتا على موقع ناشيونال فوتبول تيمز (الإنجليزية)
- عمر أوريستي كورباتا على موقع عالم كرة القدم.نت (الإنجليزية)